# Cratere Suess (Luna)
Suess è un cratere lunare di 8,39 km situato nella parte nord-occidentale della faccia visibile della Luna.
Il cratere è dedicato al geologo austriaco Eduard Suess.